# Eduard Kaiser (Architekt)
Eduard Kaiser (* 6. Februar 1831 in Straß im Straßertale, Niederösterreich; † 2. Jänner 1911 in Wien) war ein österreichischer Baumeister und Architekt.

## Leben
Eduard Kaiser stammte aus dem niederösterreichischen Straß im Bezirk Krems. Sein Bruder war der Notar Ignaz Kaiser von Falkenthal. Er absolvierte die Realschule und besuchte anschließend von 1846 bis 1851 das Polytechnikum in Wien. Von 1851 bis 1854 studierte er bei August Sicard von Sicardsburg an der Akademie der bildenden Künste Wien. 1859 erwarb er die Baumeisterkonzession und arbeitete selbstständig sowohl nach eigenen Plänen als auch in der Bauausführung für andere Architekten. 1860 wurde er Bürger von Wien, 1861 Mitglied der Genossenschaft der bildenden Künstler Wiens.
Kaiser verlegte sich in den 1860er Jahren vor allem auf die Bauausführung als Baumeister. Er war von 1862 bis 1869 Mitglied der Wiener Bau-Kommission. Für die Bauausführung des Krankenhauses Rudolfstiftung erhielt er 1864 das Goldene Verdienstkreuz mit Krone. 1864 wurde er Mitglied des Österreichischen Ingenieur- und Architektenvereines; auf seine Initiative hin wurde dort ein Schiedsgericht für technische Streitigkeiten eingerichtet. 1865 wurde er Ehrenbürger der Stadt Krems, da er dort einige Bauten nach eigenen Entwürfen errichtet hatte. Er gehörte ab 1866 der niederösterreichischen Handelskammer an, weiters wurde er in jenem Jahr Mitglied der Fachkommission zur Einführung des metrischen Systems.
Ende der 1860er Jahre trat er in die neugegründete Wiener Baugesellschaft ein, deren Verwaltungsrat er angehörte, und leitete für deren Bauprojekte die Bauausführung. Dazu gehörten die bedeutendsten öffentlichen Bauten jener Zeit, aber auch zahlreiche Wohnbauten nach Plänen der Chefarchitekten der Gesellschaft. Kaiser wurde schließlich Präsident der Wiener Baugesellschaft.
Als angesehenes und wohlhabendes Mitglied der Wiener Gesellschaft war Eduard Kaiser mit zahlreichen weiteren Funktionen betraut. Er wurde 1873 Baurat und saß zwischen 1875 und 1891 im Gemeinderat für den 9. Bezirk. Für die Ausführung der Pfarrkirche Fünfhaus wurde er 1876 mit dem Ritterkreuz des Franz-Joseph-Ordens ausgezeichnet. Ab 1877 war er außerdem Abgeordneter des Niederösterreichischen Landtags, wo er bei technischen Belangen zu Rate gezogen wurde. Weitere Ämter, die Kaiser ausfüllte, waren 1881 die Mitgliedschaft im Kuratorium des Museums für Kunst und Industrie, die Mitgliedschaft in der Donauregulierungskommission und dem Wasserstraßenbeirat, die Mitgliedschaft im Kuratorium des k. k. Technologischen Gewerbemuseums; er war Vizepräsident des Vereins des Deutschen Volkstheaters und Schätzmeister der Boden-Creditanstalt. 1885 wurde er Oberbaurat, 1891 wurde er Ritter des Eisernen Kronen-Ordens III. Klasse.
Kaiser hatte aus seiner ersten, 1861 geschlossenen Ehe vier Kinder, von denen der älteste Sohn Max Kaiser ebenfalls Baumeister und Architekt wurde. Die zweite Ehe Kaisers wurde geschieden. Nach seinem Tod erhielt er ein Ehrengrab in Krems, für dessen Mausoleum der Sohn Max die Entwürfe lieferte.

## Werk
Bei den Bauten nach eigenen Entwürfen bediente sich Kaiser zunächst einer einfachen Formensprache des frühen Historismus, später auch der Neorenaissance. Seine Begabung lag aber vor allem bei der Erstellung von Grundrissen und der inneren Strukturierung der Gebäude. Dies zusammen mit seiner Ausbildung an der Akademie machte ihn zum führenden Baumeister seiner Zeit, der die bedeutendsten Bauprojekte der Ringstraßenzeit durchführte.

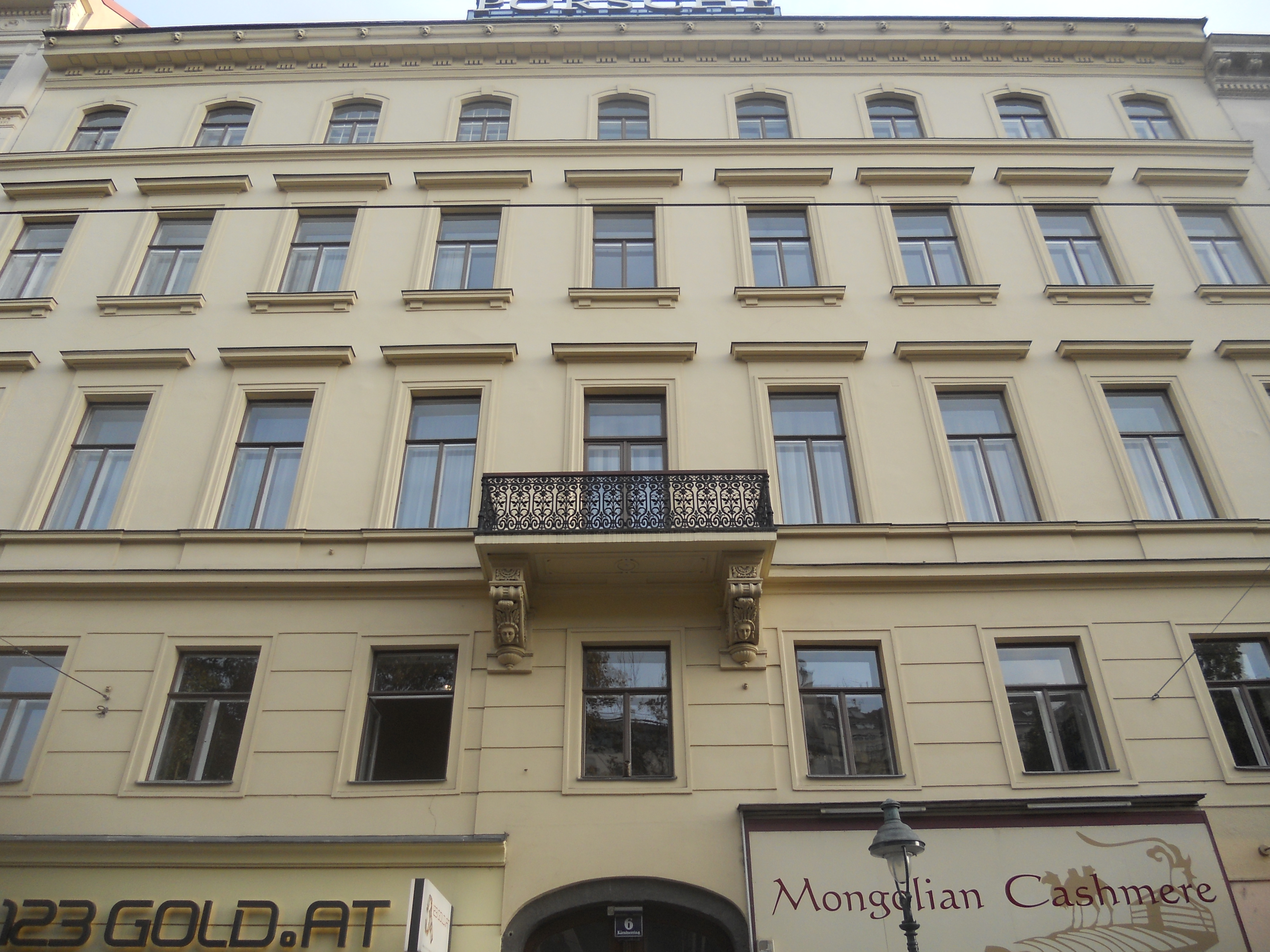
Kärntner Ring 6 (1860)

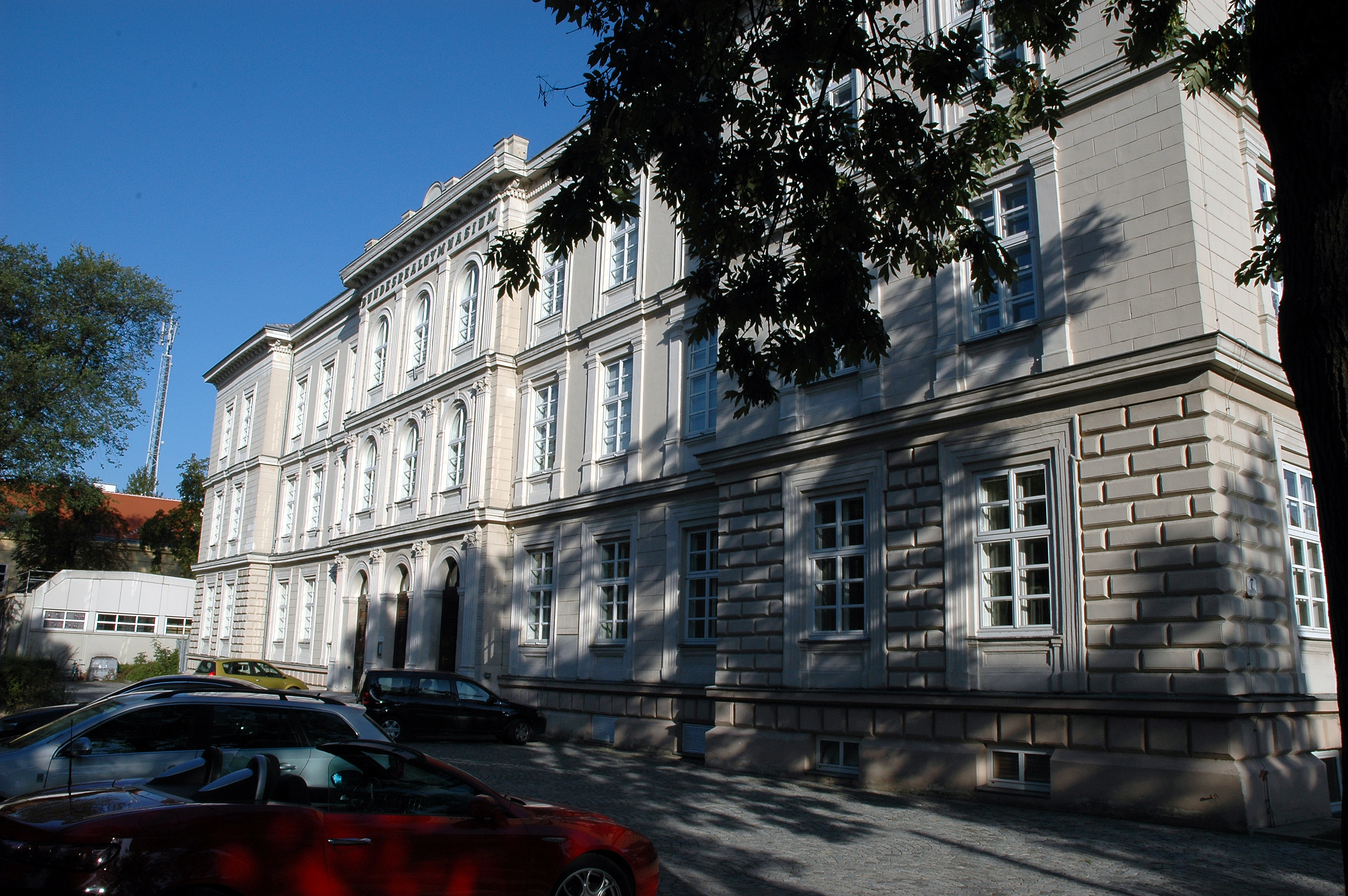
Bundesrealgymnasium Krems (1863–1865)

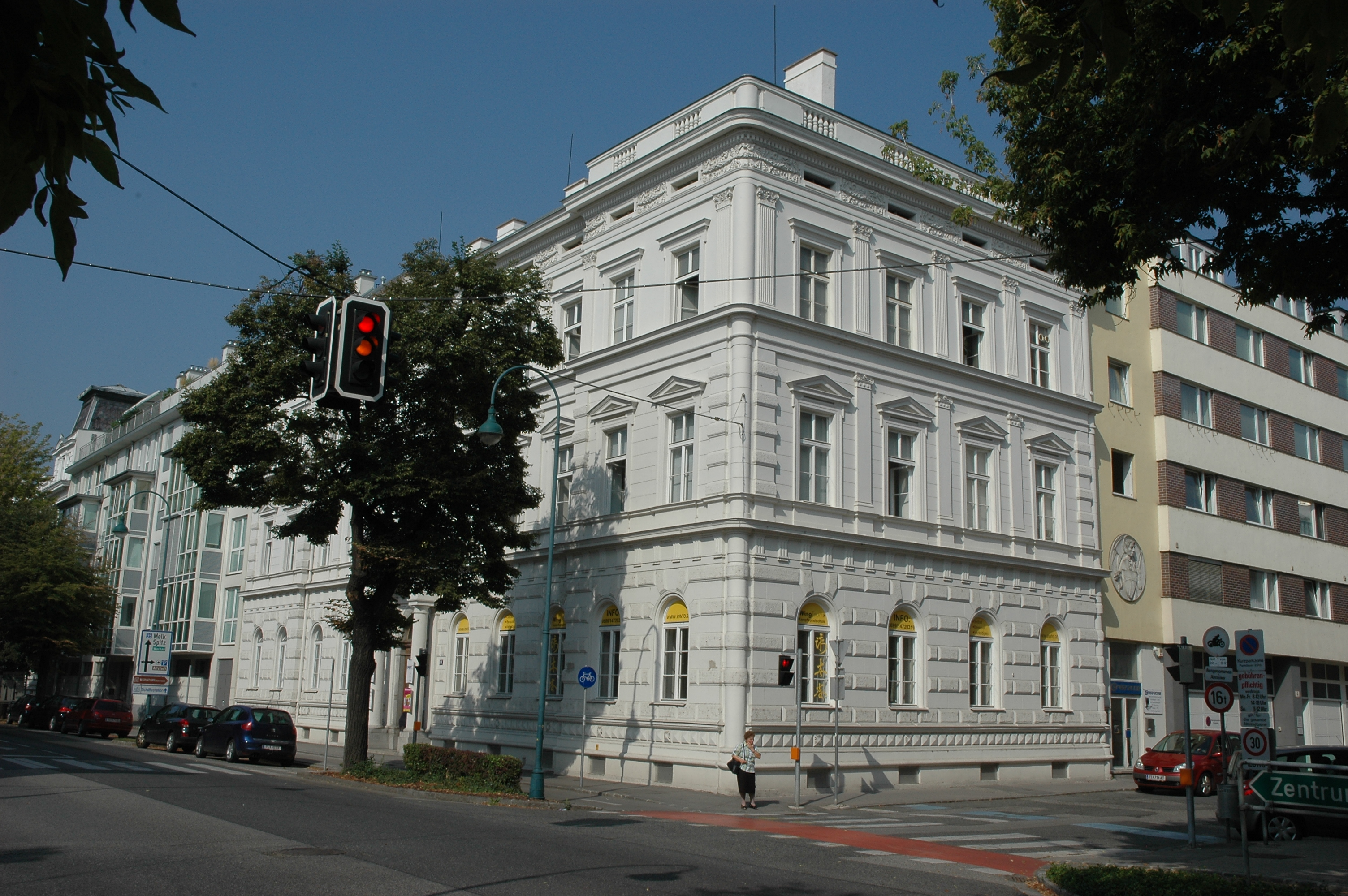
Ringstraße 44 (1868–1870)

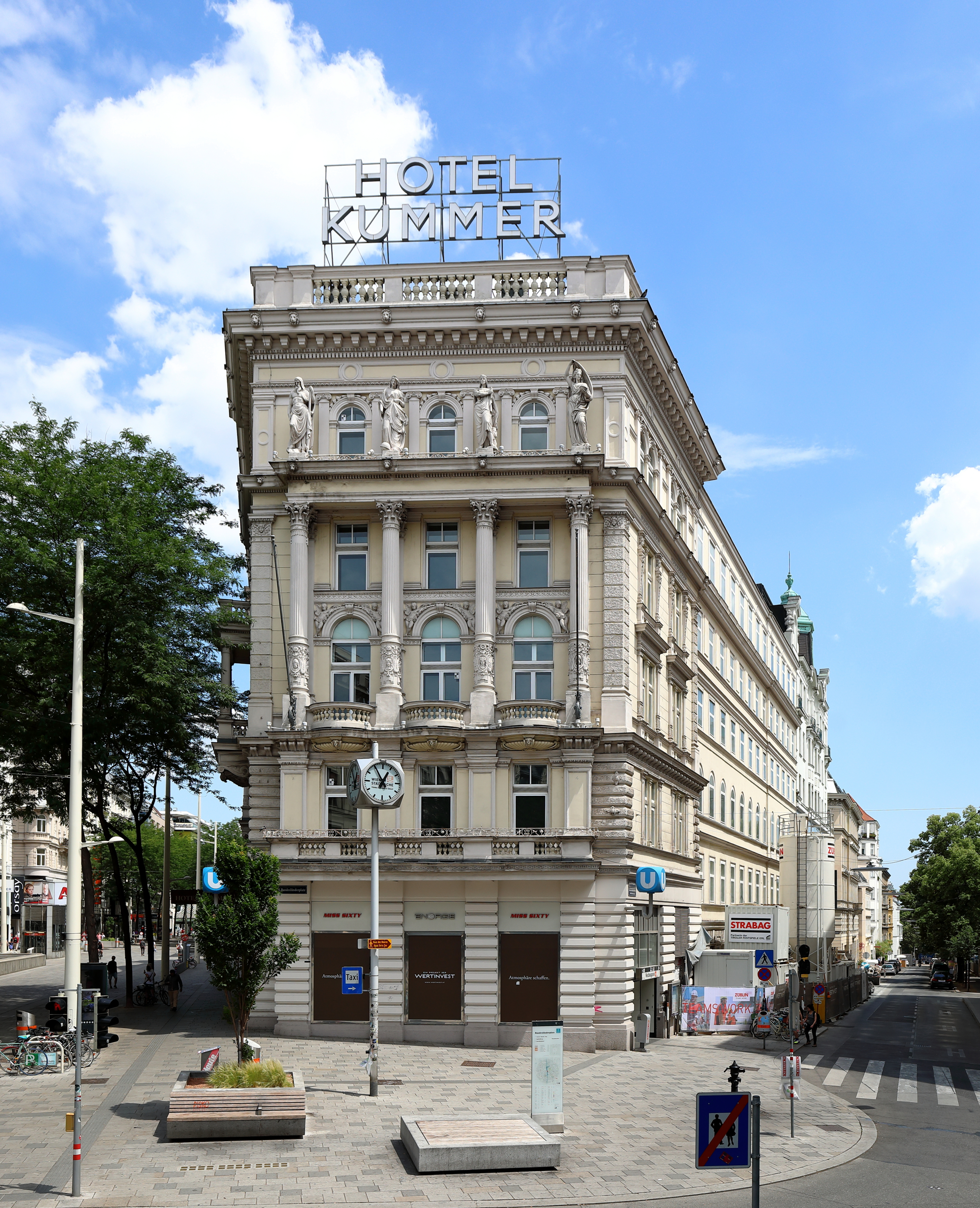
Hotel Kummer, mit Ludwig Tischler und Entwurf Carl Schumann
(1870–1872)

- Grundriss für Handelsakademie, Akademiestraße 12, Wien 1 (um 1859), mit Josef Horky, Fassade von Ferdinand Fellner der Ältere
- Wohn- und Geschäftshaus, Kärntner Ring 6, Wien 1 (1860)
- Wohnhaus, Rudolfsplatz 5, Wien 1 (1861), Fassade abgeschlagen
- Bundesrealgymnasium, Ringstraße 33, Krems (1863–1865)
- Werkstätten, Magazine, Büros für die k.k. priv. Staatseisenbahn-Gesellschaft (um 1864)
- Wohn- und Geschäftshaus, Franz-Josefs-Kai 39, Wien 1 (1868)
- Gebäude des Vorschuß-Vereins, Ringstraße 44, Krems (1868–1870)
- Miethaus, Kollergerngasse 4, Wien 6 (1870)

### Bauausführung
- Krankenanstalt Rudolfstiftung, Boerhavegasse, Wien 3 (1859–1864), Bauführung, Wettbewerb 1. Preis mit Josef Horky und Eduard Frauenfeld; abgetragen
- Elisabethkirche, St. Elisabethplatz, Wien 4 (1859–1868), Entwurf: Hermann von Bergmann
- Miethaus, Heinrichgasse 3, Wien 1 (1860), Entwurf: Romano und Schwendenwein
- Miethaus, Bösendorferstraße 1, Wien 1 (1860), Entwurf: Romano und Schwendenwein
- Miethaus, Bösendorferstraße 5, Wien 1 (1860), Entwurf: Romano und Schwendenwein
- Abgeordnetenhaus, Währinger Straße 2–4, Wien 9 (1861), mit Baumeister Frauenfeld, abgetragen
- Heinrichhof, Opernring 1–5, Wien 1 (1861–1862), Ausführung mit Eduard Frauenfeld, Entwurf Theophil von Hansen
- Wohn- und Geschäftshaus, Schubertring 2, (einst Kolowratring) / Johannesgasse 18, Wien 1 (1861–1864), Entwurf: Romano u. Schwendenwein
- Wohn- und Geschäftshaus, Elisabethstraße 8, Wien 1 (1861–1862), Entwurf: Romano und Schwendenwein
- Wohn- und Geschäftshaus, Kärntner Ring 6, Wien 1 (1862), Entwurf: Romano u. Schwendenwein
- Palais Schey von Koromla, Opernring 10 / Goethegasse 3, Wien 1 (1862–1864), Entwurf: Romano u. Schwendenwein
- Wohnkomplex „Christinenhof“, Schubertring 9–11 / Christinengasse 2–4, Wien 1 (1863–1865), Entwurf: Ludwig Zettl
- Wohn- und Geschäftshaus, Getreidemarkt 17 / Mariahilfer Straße 1, Wien 6 (1863–1869), Entwurf: Rudolf Bayer und Otto Thienemann
- Wohn- und Geschäftshaus, Schubertring 8, Wien 1 (1864–1865), Entwurf: Romano u. Schwendenwein
- Wohn- und Geschäftshaus, Operngasse 6, Wien 1 (1864), Entwurf: Romano u. Schwendenwein
- ehemaliges Palais Dumba, Parkring 4, Wien 1 (1864–1866), Entwurf: Romano und Schwendenwein
- Wohnhaus, Parkring 2, Wien 1 (1864–1866), Entwurf: Romano und Schwendenwein
- Wohnhaus, Opernring 8, Wien 1 (1862–1865), Entwurf: Romano und Schwendenwein
- Wohnhaus Pollack, Franz Josefs-Kai 37, Wien 1 (1865), Entwurf: Heinrich Ferstel
- Umbau Villa Wolter, Trauttmansdorffgasse 33, Wien 13 (1866), Pläne von Carl von Hasenauer
- Museum für angewandte Kunst, Stubenring 3, Wien 1 (1866–1871), Entwurf Heinrich Ferstel
- Brigittenauer Pfarrkirche Hl. Brigitta, Brigittaplatz, Wien 20 (1867–1873), Entwurf: Friedrich von Schmidt
- Chemisches Laboratorium (heute Pharmazeutisches Institut), Währinger Straße 10, Wien 9 (1868–1872), Entwurf: Heinrich Ferstel
- Fünfhauser Pfarrkirche Maria vom Siege, Mariahilfer Gürtel, Wien 15 (1868–1875), Entwurf: Friedrich Schmidt
- Wohnkomplexe, Hansenstraße 1–5 und 2–6, Wien 1 (1870–1872), Entwurf: Carl Schumann
- ehemaliges Telegraphenamt, Börseplatz 1, Wien 1 (1870–1873), Entwurf Josef Winterhalder
- Hotel Kummer, Mariahilfer Straße 71 / Schadekgasse 20, Wien 6 (1870–1871), Entwurf: Carl Schumann
- Wiener Stadttheater (jetzt Ronacher), Seilerstätte 9, Wien 1 (1871–1872), Planung von Ferdinand Fellner der Ältere und Ferdinand Fellner der Jüngere
- ehemaliges Palais Leitenberger, Parkring 16, Wien 1 (1871–1873), Entwurf: Ludwig Zettl
- ehemaliges Palais Helfert, Parkring 18, Wien 1 (1871–1873), Entwurf: Ludwig Tischler
- Hotel Metropol, Morzinplatz, Wien 1 (1871–1873), Entwurf: Ludwig Tischler und Carl Schumann, abgerissen
- k.k. Generalkommando-Gebäude, Universitätsstraße 5, Wien 1 (1871–1874), Entwurf: Carl Wilhelm Christian von Doderer, 1945 zerstört
- Kunst- und Naturhistorisches Museum, Burgring 5 und 7, Wien 1 (1871–1891), Entwurf: Carl Hasenauer und Gottfried Semper
- verschiedene Weltausstellungsgebäude, Prater, Wien 2 (1873)
- Universität, Universitätsring 1, Wien 1 (1873–1884), Entwurf: Heinrich Ferstel
- Wohn- und Geschäftshaus, Kohlmarkt 8–10, Wien 1 (1875), Entwurf: Ludwig Tischler